# Eunomia

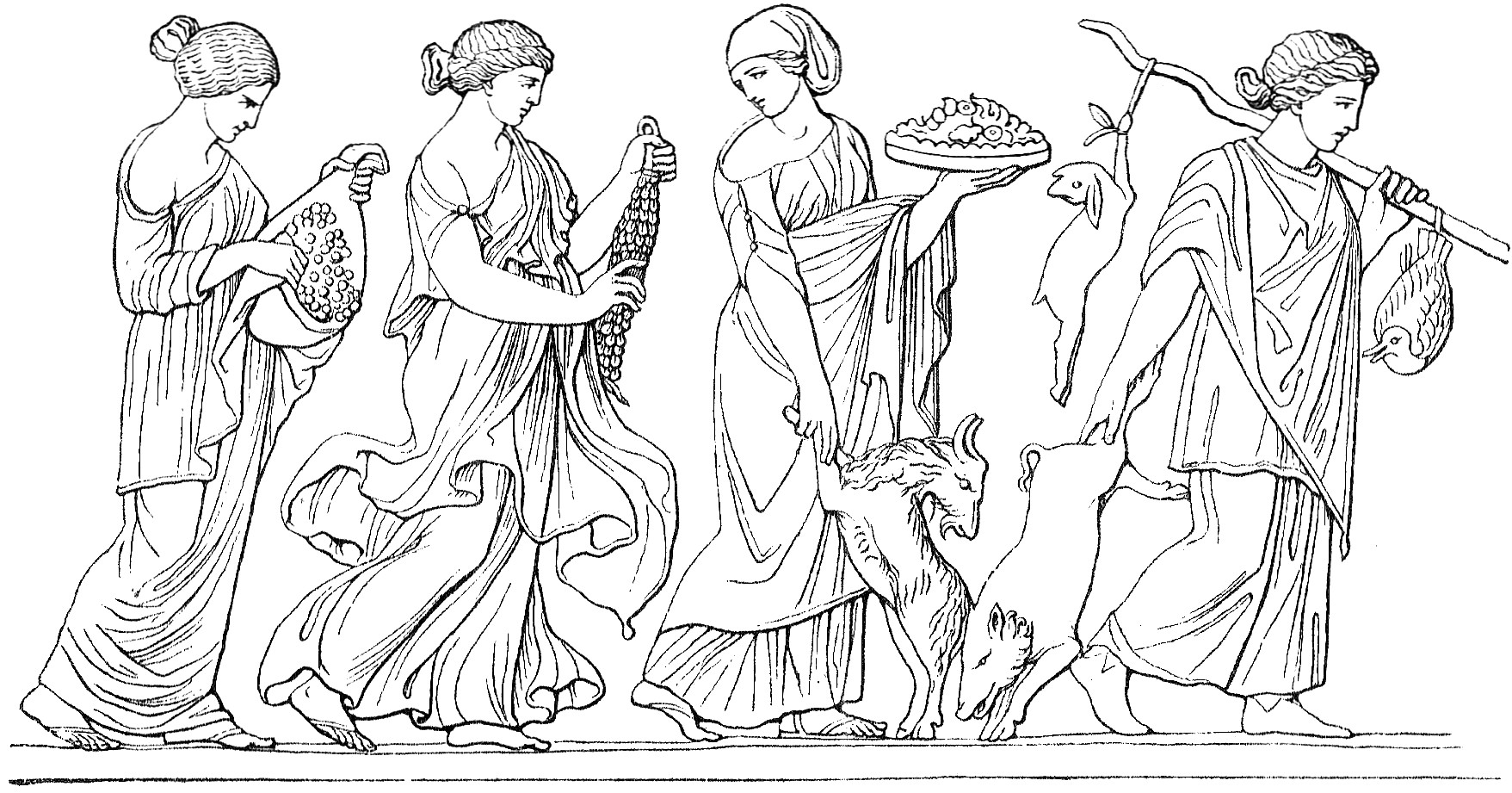
Horen Meyers

En la mitología griega, Eunomia o Eunomía (en griego: Εὐνομίᾱ, Eunomía;  ‘buena ley’) era la diosa de las leyes y la legislación. Se la consideraba una de las Horas: «en segundo lugar, (Zeus) se llevó a la brillante Temis que parió a las Horas, a Eunomía, a Dice y a la floreciente Irene, las cuales protegen las cosechas de los hombres mortales». En la mitología romana se llama Disciplina.
Alcmán cree que Promatea (la «previsión») fue la madre de tres hijas: Eunomía («buen orden»), Peito («persuasión») y Tique («fortuna»). Los órficos, en cambio, creen que las Gracias son hijas de Zeus y Eunomía, que se pliega el vestido en su cintura: «Aglaye, Talia y la muy dichosa Eufrósine, generadoras de alegría, agradables, benévolas y puras».
Píndaro la ensalza en una de sus odas, a saber: «cuando pulsas la lira en honor de las luchas del hombre de la famosa Opunte, celebrando a su hijo y a ella, a la cual por destino obtuvo Temis y su hija, la salvadora y muy gloriosa Eunomía. Ella florece en victorias cabe tu corriente, Castalia, y la del Alfeo».
También debe entenderse eunomia como el buen orden referido al gobierno de una sociedad. Su contrario es Disnomía. Ambos términos deben entenderse como característicos de un modo de vida, no únicamente como gobiernos estables.
Ha de evitarse confundir Eunomia con Eunomio (herejía eunomiana).